# Bjarni Benediktsson (Politiker, 1970)

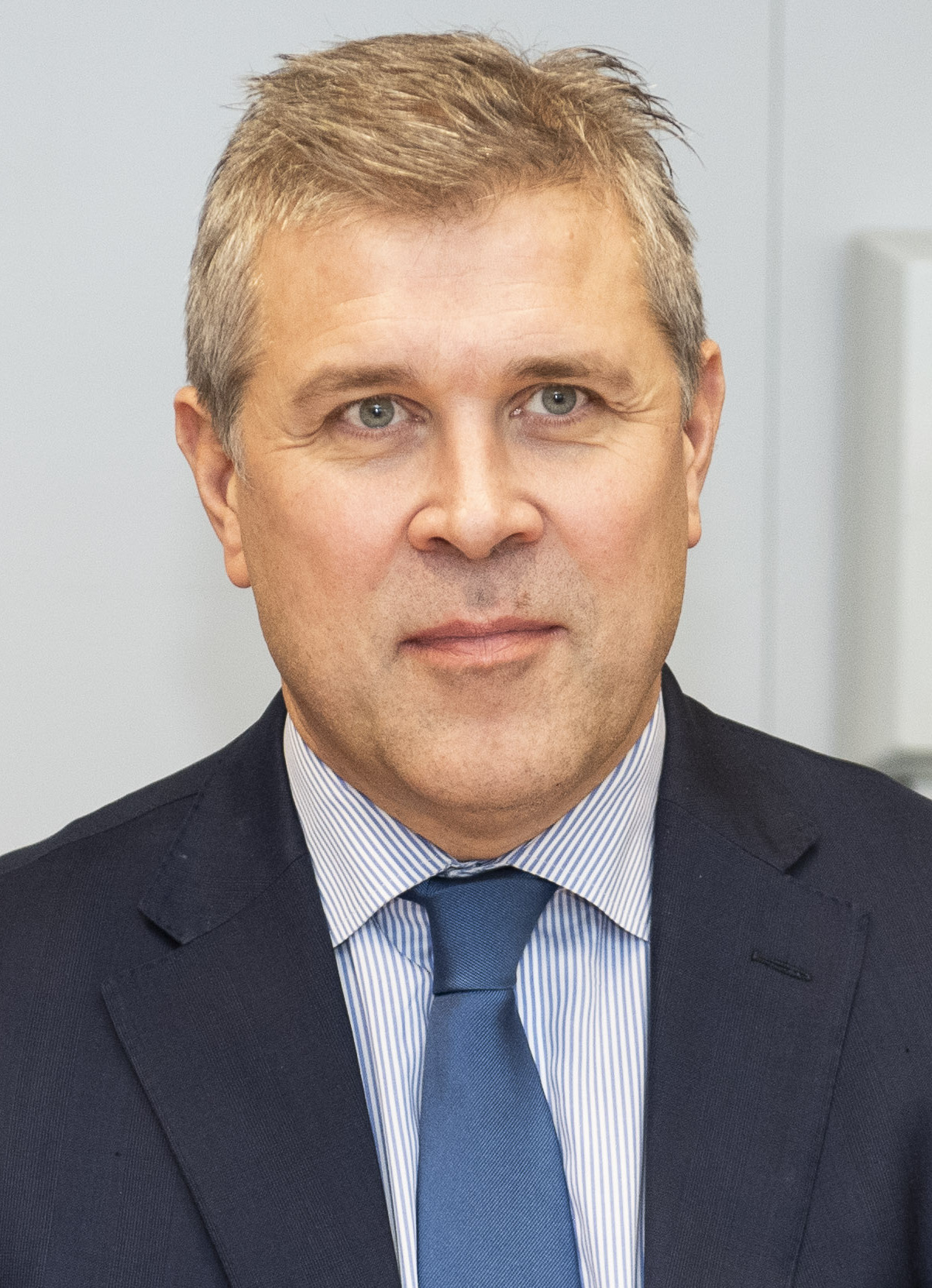
Bjarni Benediktsson (2023)

Bjarni Benediktsson (* 26. Januar 1970 in Reykjavík) ist ein isländischer Politiker und war von 2009 bis 2025 Parteivorsitzender der Unabhängigkeitspartei (Sjálfstæðisflokkurinn). Von Januar bis November 2017 und von April bis Dezember 2024 war er Premierminister von Island. Außerdem war er ab 2013 während mehrerer Jahre Finanz- und Wirtschaftsminister sowie kurzzeitig Außenminister Islands.

## Politische Karriere

### Ausbildung und frühe politische Tätigkeit

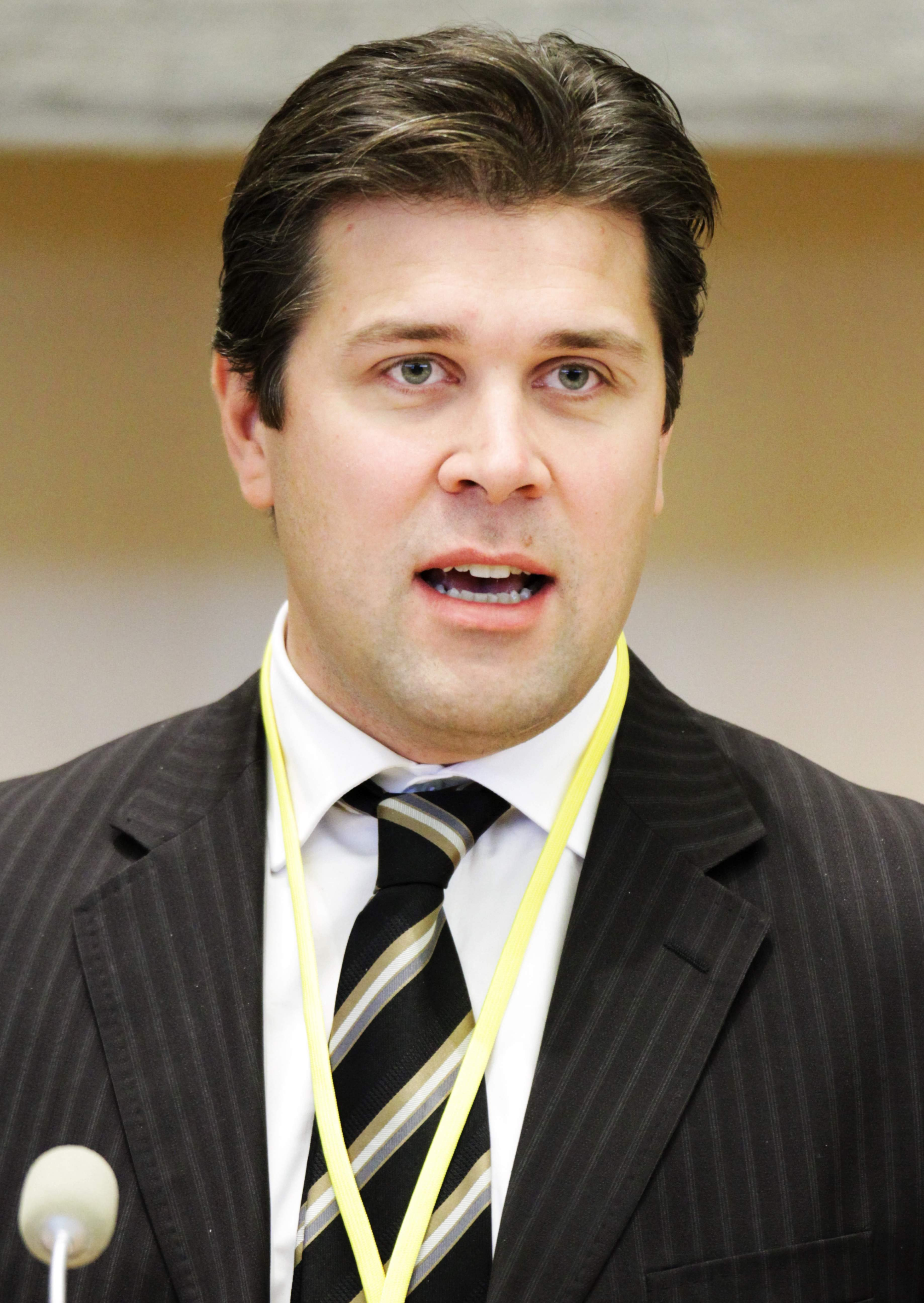
Bjarni Benediktsson 2009

Nach einem Abschluss in Rechtswissenschaften an der Universität Island setzte Bjarni Benediktsson seine Studien von 1995 bis 1996 in Deutschland fort, wo er neben dem Jurastudium an der Universität Freiburg auch Deutsch am Goethe-Institut lernte. 1997 erhielt er einen Master of Laws von der University of Miami School of Law. In Island war er nach seinem Studium als Rechtsanwalt tätig.
Seit 2003 ist er Abgeordneter des isländischen Parlaments Althing. Am 29. März 2009, etwa einen Monat vor den Parlamentswahlen 2009, wurde er mit 58,1 % als Nachfolger von Geir Hilmar Haarde zum Vorsitzenden der Unabhängigkeitspartei gewählt. Die zuvor regierende Partei rutschte um 9 Sitze auf 16 Mandate ab und erreichte den zweiten Platz.

### Im Kabinett Sigmundur Davíð Gunnlaugsson (2013–2016)
Ende April 2013 ging Bjarni Benediktssons Unabhängigkeitspartei mit 26,7 % der Stimmen als klarer Sieger aus den Wahlen zum isländischen Parlament hervor. Nach diesem Wahlergebnis beabsichtigte er mit Sigmundur Davíð Gunnlaugsson von der liberalen Fortschrittspartei eine bürgerliche Koalitionsregierung zu bilden, die die bisherige Mitte-links-Regierung unter Ministerpräsidentin Jóhanna Sigurðardóttir ablösen sollte. Das bürgerliche Lager erreichte zusammen ungefähr 51 % der Stimmen.
Am 30. April 2013 kündigte der isländische Präsident Ólafur Ragnar Grímsson jedoch an, dass er Sigmundur Davíð Gunnlaugsson, dessen Fortschrittspartei bei dieser Wahl mit 24,4 % der Stimmen die zweitstärkste Partei Islands geworden war, das Mandat zur Bildung der neuen Regierung übergeben werde. Diesem kam damit die Aufgabe zu, mit anderen Parteien mögliche Koalitionen zu sondieren und verhandeln.
Am 18. Mai 2013 berichteten isländische Medien, dass die Koalitionsverhandlungen zwischen Fortschrittspartei und Unabhängigkeitspartei erfolgreich verlaufen seien und als erstes Ergebnis wurde angekündigt, dass Sigmundur Davíð Gunnlaugsson der nächste Ministerpräsident von Island sein werde, während Bjarni Benediktsson von der Unabhängigkeitspartei das Finanz- und das Wirtschaftsministerium leiten werde. Am 23. Mai 2013 nahm die neue Koalitionsregierung ihre Arbeit auf. Bjarni Benediktsson trug darin die Verantwortung für das Finanz- und Wirtschaftsministerium. Er hatte sich vor der Wahl klar gegen eine EU-Mitgliedschaft seines Landes ausgesprochen und wollte die Gespräche mit der EU vorläufig auf Eis legen. Islands Zukunft sah er vor allem in der Weiterentwicklung von Fischerei und Tourismus.
Durch die Veröffentlichung der Panama Papers wurde bekannt, dass Bjarni Benediktsson als Generalbevollmächtigter der Offshore-Gesellschaft Falson & Co. tätig war, die im Jahr 2005 vom Unternehmen Mossack Fonseca auf den Seychellen gegründet worden war. 2012 wurde die Gesellschaft offenbar aufgelöst. Noch im Februar 2015 hatte Bjarni in einer Fernsehsendung gesagt, er habe „nie irgendwelche Anlagen in Steueroasen oder dergleichen gehabt“.

### Erste Regierung Bjarni Benediktsson (2017)
Nach der vorgezogenen Parlamentswahl vom 29. Oktober 2016 hatte die Koalition aus Unabhängigkeits- und Fortschrittspartei ihre Mehrheit verloren. Nachdem es zunächst weder Bjarni Benediktsson noch den Vorsitzenden anderer Parteien gelungen war, eine neue Regierungskoalition zu bilden, hatte letztlich Bjarni den Posten des Premierministers in einer Koalition aus Unabhängigkeitspartei und den liberalen Parteien Björt framtíð und Viðreisn erhalten, die seit dem 11. Januar 2017 die Regierung Islands stellte. Am 15. September 2017 brach das Kabinett Bjarni Benediktsson auseinander, da Björt framtíð die Koalition verließ. Anlass dafür war, dass sich der Vater von Bjarni Benediktsson mit einem Empfehlungsschreiben für die «Wiederherstellung der Ehre» eines wegen Kindesmissbrauchs verurteilten Pädophilen eingesetzt hatte und Bjarni und seiner Partei vorgeworfen wurde, sich um Vertuschung der Urheberschaft dieses Schreibens bemüht zu haben. Als Termin für Neuwahlen wurde der 28. Oktober 2017 festgelegt.

### Im Kabinett Katrín Jakobsdóttir (2017–2024)

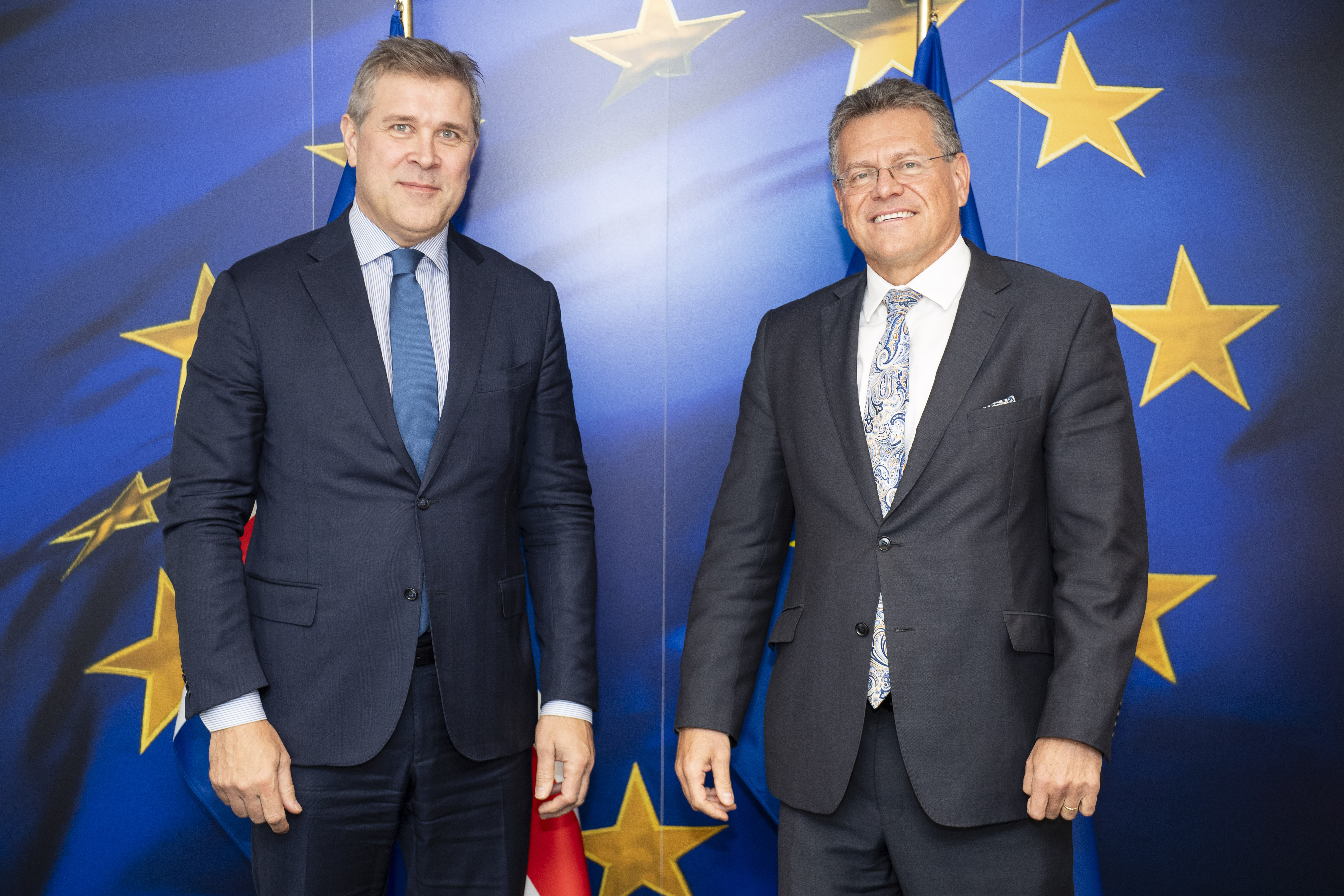
Als isländischer Außenminister im November 2023 mit Maroš Šefčovič, Vizepräsident der Europäischen Kommission

Im Kabinett Katrín Jakobsdóttir I bekleidete Bjarni Benediktsson seit dem 30. November 2017 wieder das Amt des Finanz- und Wirtschaftsministers. In dem am 28. November 2021 gebildeten Kabinett Katrín Jakobsdóttir II behielt er das Amt bei. Am 10. Oktober 2023 trat Bjarni Benediktsson als Finanz- und Wirtschaftsminister zurück, nachdem der Ombudsman des isländischen Parlaments Althing einen Bericht veröffentlicht hatte, demzufolge der Finanzminister den Privatisierungsprozess der Íslandsbanki nicht nach den Richtlinien der Regierung vorbereitet hatte. Die Dokumente zum Verkauf staatlicher Anteile seien in Bezug auf Interessenkonflikte unklar gewesen. Unter anderem hatte ein Unternehmen, das Bjarni Benediktssons Vater gehört, Anteile der Íslandsbanki erworben, wobei Bjarni erklärte, dass er erst nach dem Abschluss des Verkaufs davon erfahren habe.
Nach einer Zusammenkunft der isländischen Regierungsparteien in Þingvellir am 13. Oktober 2023 wurde am 14. Oktober bekanntgegeben, dass Bjarni Benediktsson das isländische Außenministerium von Þórdís Kolbrún R. Gylfadóttir übernimmt, die ihrerseits ins Finanz- und Wirtschaftsministerium wechselte.

### Zweite Regierung Bjarni Benediktsson (2024)
Nachdem Katrín Jakobsdóttir am 5. April 2024 ihren Rücktritt vom Amt der Premierministerin angekündigt hatte, folgte Bjarni Benediktsson ihr am 10. April 2024 nach und bildete das Kabinett Bjarni Benediktsson (2024 I). Das Außenministerium übernahm erneut Þórdís Kolbrún R. Gylfadóttir. Ein von den Parteien Flokkur fólksins und Píratar initiiertes Misstrauensvotum gegen die Regierung von Bjarni Benediktsson scheiterte im Althing mit 25 zu 35 Stimmen, was angesichts der Mehrheitsverhältnisse im Parlament so erwartet worden war.
Aufgrund von Meinungsverschiedenheiten in der Koalition bat Bjarni Benediktsson am 13. Oktober 2024 Präsidentin Halla Tómasdóttir um Entlassung der Regierung und Auflösung des Parlaments. Nachdem die Präsidentin diesem Antrag am 15. Oktober 2024 stattgegeben hat, soll die Parlamentswahl in Island 2024 am 30. November stattfinden. Bis zur Bildung einer neuen Regierung nach der Wahl führte eine Übergangsregierung die Geschäfte. Die Links-Grüne Bewegung hat es abgelehnt, sich an dieser Übergangsregierung zu beteiligen. In der weiterhin von ihm als Premierminister geführten Übergangsregierung des Kabinetts Bjarni Benediktsson (2024 II) hatte Bjarni Benediktsson daher zusätzlich das Ministerium für Ernährung (das frühere Ministerium für Fischerei und Landwirtschaft) von Bjarkey Olsen Gunnarsdóttir und das Ministerium für Soziales und Arbeitsmarkt von Guðmundur Ingi Guðbrandsson (beide Links-Grüne Bewegung) übernommen.
Die Übergangsregierung wurde am 21. Dezember 2024 durch eine Koalitionsregierung der sozialdemokratischen Allianz sowie der Parteien Viðreisn und Flokkur fólksins unter Ministerpräsidentin Kristrún Frostadóttir abgelöst.

### Verzicht auf politische Ämter (2025)
Am 6. Januar 2025 hat Bjarni Benediktsson seinen Rücktritt vom Parteivorsitz bekanntgegeben. Er verzichtete auch auf seinen Sitz im Althing. Künftig wolle er mehr Zeit mit seiner Familie verbringen und sich anderen Interessen widmen. Zur neuen Parteivorsitzenden wurde im März 2025 Guðrún Hafsteinsdóttir gewählt. Seinen Sitz im Parlament nahm Jón Gunnarsson ein, der dem Parlament bereits seit 2007 angehörte und nach der Wahl 2024 erster Nachrücker für Bjarni Benediktsson war.

## Kontroversen
Da Bjarni Benediktsson trotz verschiedener Skandale und politischer Affären (siehe Politische Karriere), die unter anderem 2017 zum Ende seiner ersten Regierungskoalition und 2023 zum Rücktritt als Finanzminister geführt haben, in wechselnden Regierungen von 2013 bis 2024 durchgehend das Amt eines Ministers oder Premierministers bekleidete, hat er den Ruf eines „Teflon-Politikers“ erhalten, an dem nichts hängen bleibt, wie AFP bereits 2017 berichtet hat. In einer Umfrage des isländischen Meinungsforschungsinstituts Prósent im April 2024 waren 78 % der Befragten der Meinung, dass Bjarni Benediktsson nicht Premierminister sein sollte.

## Persönliches
Bjarni Benediktsson ist verheiratet und lebt mit seiner Frau in Garðabær südlich von Reykjavík. Das Ehepaar hat vier Kinder.
Bjarni Benediktsson wird zur Unterscheidung vom gleichnamigen früheren Premierminister von Island Bjarni Benediktsson (1908–1970) gelegentlich auch als Bjarni Benediktsson Jr bezeichnet. Obwohl tatsächlich eine Verwandtschaft besteht (der frühere Premierminister war Bjarnis Großonkel), gibt es keinen direkten Bezug zwischen diesem Verwandtschaftsverhältnis und Bjarnis Nachnamen, der – wie im System der isländischen Personennamen üblich – ein Patronym („Sohn des Benedikt“) ist.